# چنجرای هوو
چنجرای هوو (به انگلیسی: Chenjerai Hove؛ ۹ فوریه ۱۹۵۶ – ۱۲ ژوئیه ۲۰۱۵) شاعر، رمان‌نویس و مقاله‌نویس زیمبابوه‌ای بود که به دو زبان انگلیسی و شونا می‌نوشت. او در ۱۲ ژوئیه ۲۰۱۵ در حالی که در نروژ در تبعید زندگی می‌کرد، به دلیل نارسایی کبد درگذشت.

## زندگی‌نامه
چنجرای هوو سال ۱۹۵۶ در رودزیای جنوبی، مستعمره پیشین بریتانیا که اکنون منطقه‌ای از کشور زیمبابوه به‌شمار می‌رود، متولد شد و در آفریقای جنوبی و زیمبابوه تحصیل کرد و معلم و استاد دانشگاه شد.
چند سال پس از استقلال کشورش، در سال ۱۹۸۴، اتحادیه نویسندگان زیمبابوه را تأسیس کرد و خودش ریاست آن را برعهده گرفت. همچنین در تأسیس اولین دفتر انجمن حقوق بشر زیمبابوه در سال ۱۹۹۰ مشارکت داشت، اما به دلیل مواضعی که علیه رابرت موگابه، رئیس‌جمهوری وقت زیمبابوه گرفت، مجبور شد وطنش را ترک کند.
چنجرای هوو اولین آثار خود را به زبان شونا (یکی از سه زبان رسمی زیمبابوه در کنار انگلیسی و ندیبیلی) منتشر کرد، زیرا در زمان استعمار بریتانیا تا سال ۱۹۸۰ که نظام تبعیض نژادی حکمفرما بود، نوشتن به زبان انگلیسی فقط امتیازی برای «اربابان سفیدپوست» به‌شمار می‌رفت و اگر نویسنده‌ای بومی قصد داشت که کتابش به زبان شکسپیر منتشر شود، باید آن را در خارج از کشور چاپ می‌کرد.
پس از استقلال زیمبابوه، چنجرای هوو که آثار نویسندگان بزرگ و کلاسیک انگلیسی‌زبان را خوانده بود و ظرافت ادبی آنها را خوب می‌شناخت، تلاش کرد که آثارش را مستقیماً به زبان انگلیسی بنویسد. او در ابتدا قصد داشت که رمان «تل استخوان» (یکی از آثار مهم این نویسنده که در سال ۱۹۸۸ در هراره منتشر شد) را به زبان شونا بنویسد، اما پس از مدتی حس کرد که باید آن را به انگلیسی بنویسد: «بعضی‌ها فکر می‌کنند این رمان ترجمه‌ای از زبان شوناست، اما در حقیقت من زبان انگلیسی را در آن به گونه‌ای استفاده کرده‌ام که دارای یک چشم‌انداز دیگر است: چشم‌انداز آفریقایی.»
برخی از منتقدان معتقدند که نثر انگلیسی هوو متأثر از زبان مادری اوست و این، به غنای ادبی آثارش کمک کرده‌است.
چنجرای هوو همچنین مقالاتی به زبان انگلیسی در روزنامه استاندارد زیمبابوه منتشر می‌کرد که در نقد وضعیت سیاسی و فرهنگی کشورش بود. «فرهنگ به مثابه سانسور»، «سایه‌های قدرت: استعمار و پسااستعمار»، «معلمان روستایی، اتوبوس‌های روستایی و زانو-پی‌اف» عنوان برخی از این مقالات بود که آخری اشاره مستقیم به حزب حاکم در زیمبابوه داشت.
با انتشار این مقالات، که برخی از آنها در نقد «فساد و وحشی‌گری» حاکم بود، او هدف تهدیدهای مکرر قرار گرفت و در سال ۲۰۰۱ مجبور به ترک وطن شد.
چنجرای هوو در رمان «تل استخوان» می‌نویسد: «فقر، بسیار بدتر از جنگ است. جنگ را می‌شود با یک حرف به پایان برد، اما فقر با حرف از بین نمی‌رود.»
این رمان در سال ۱۹۸۹ برنده جایزه بهترین رمان قاره آفریقا (Noma Award for Publishing in Africa) شد. همچنین این نویسنده در سال ۲۰۰۱ در برلین، جایزه دموکراسی و آزادی بیان در آفریقا را به دست آورد.
اما چنجرای هوو جزو نسلی از نویسندگان زیمبابوه نظیر ویلسون کاتیو، چارلز مونگوشی، دامبودزو مارچه‌را و ایوان ورا بود که به‌طور گسترده از فرهنگ بومی کشورشان در آثارشان بهره می‌بردند و خوانندگانشان را به بازخوانی حکایت‌های تمثیلی گذشته فرامی‌خواندند.
از این نظر این نویسندگان در کنار دیگر بزرگان ادبیات انگلیسی‌زبان آفریقا مثل وله سوینکا اهل نیجریه، نگوگی وا تیونگو اهل کنیا و آیی کوی آرماه اهل غنا قرار می‌گیرند.